# 상어 이빨

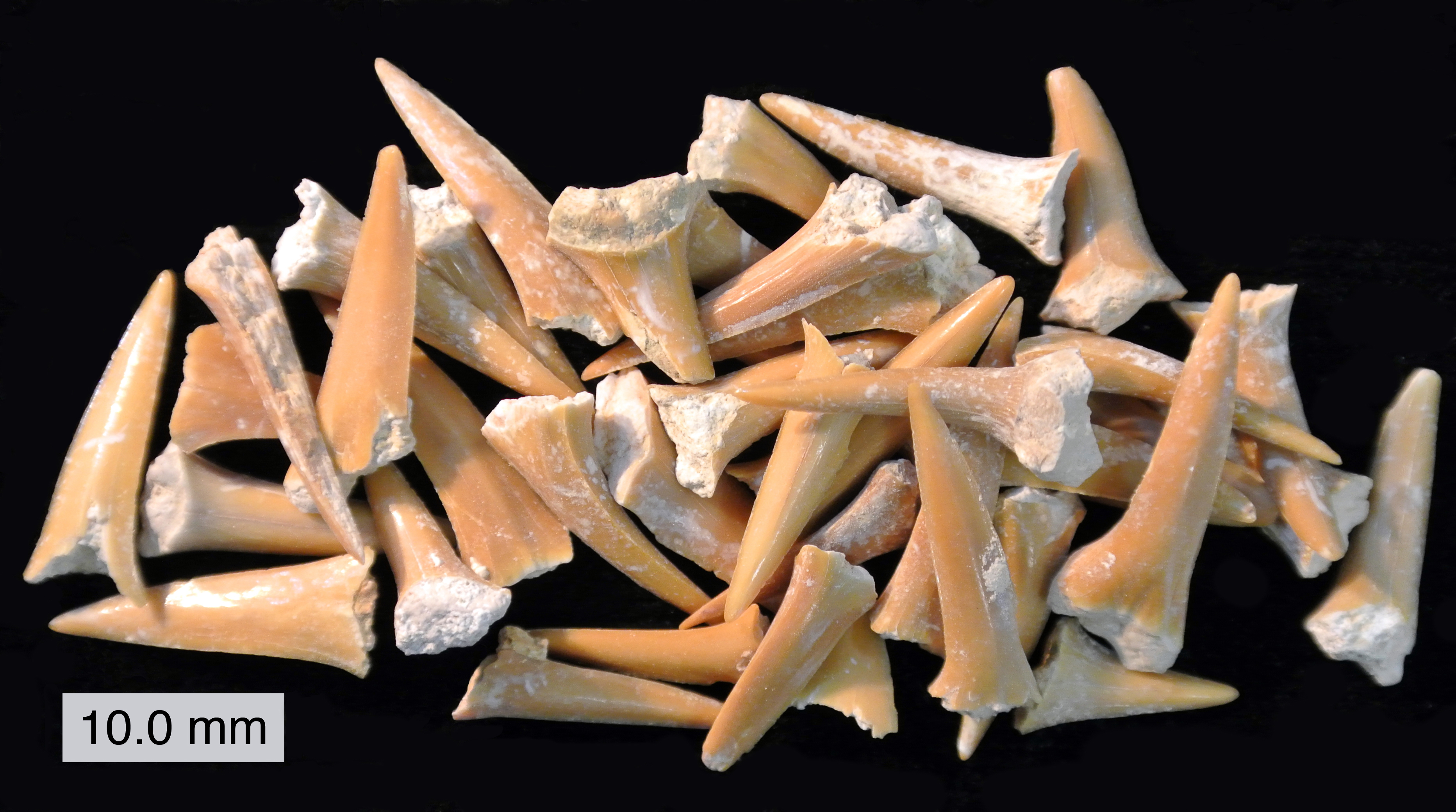
팔레스타인 남부에서 발견된 상어 이빨 화석(백악기)

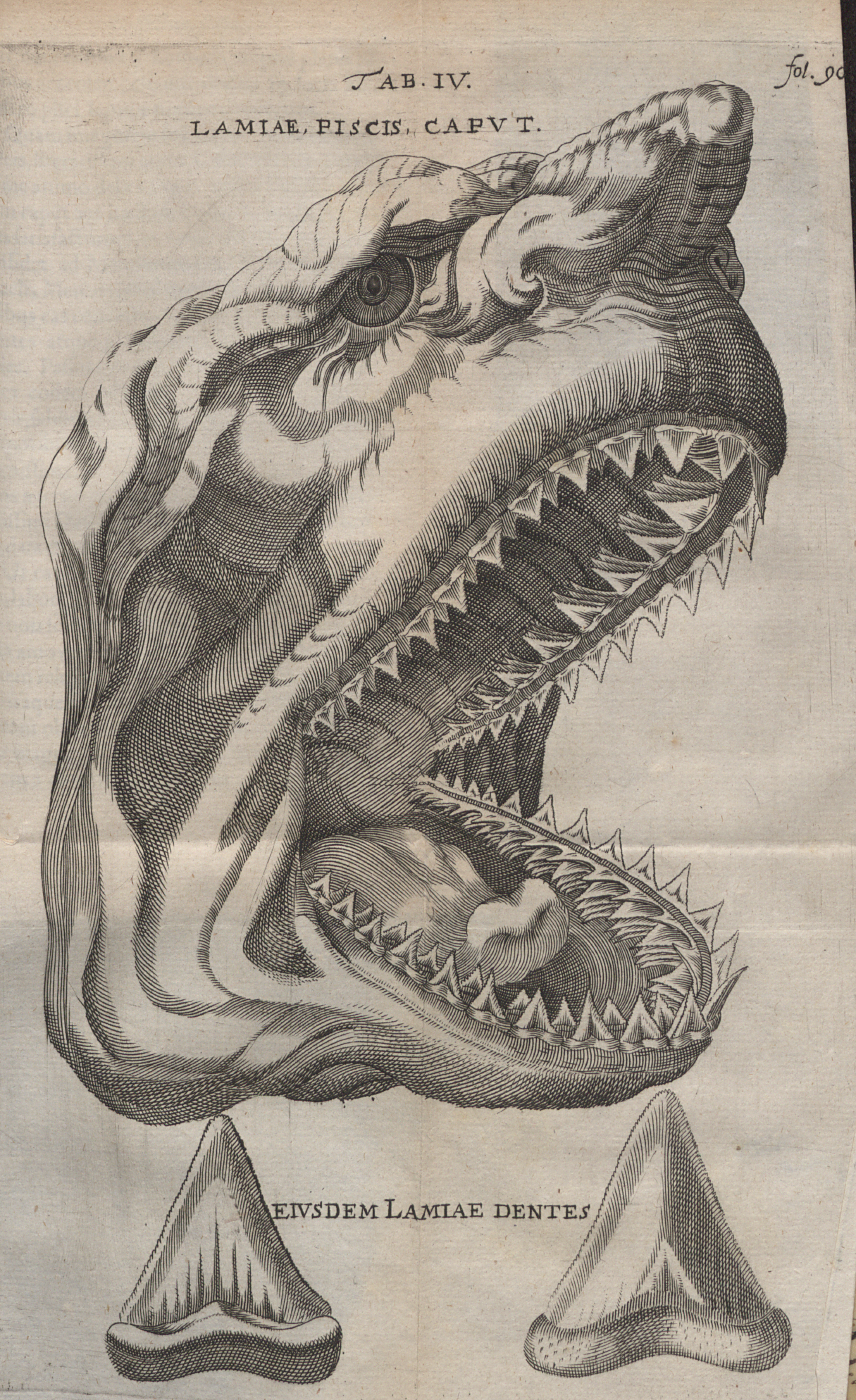
1669년 《세계 상세》에 그려진 상어 이빨

상어 이빨은 상어에 있는 수 많은 치아들 하나 하나를 가리킨다. 상어는 일생에 걸쳐 이빨이 빠지고 새로 자란다. 일부 흉상어목은 평생에 걸쳐 약 35,000개의 치아가 빠진다. 상어 이빨은 평평한 모양, 바늘 모양, 뾰족한 삼각형, 그리고 별다른 기능이 없는 것 네 가지의 기본 유형이 있다. 상어 이빨의 종류는 종마다 차이가 나는데 어떤 먹이를 먹는지에 따라 모양도 다르다.
일부 지역에서는 화석으로도 흔하게 발견된다. 이 화석을 통해 상어의 진화와 생물학적 정보를 분석할 수 있다. 상어는 연골어류이어서 다른 뼈들이 화석으로 남기 어렵기 때문에 이빨만 화석으로 남는 경우가 많다. 남아있는 판새류의 화석은 대부분 이빨뿐으로 만들어진 시기는 수억년 전까지 거슬러 올라간다. 상어 이빨을 이루는 물질에는 내성 인산칼슘이 포함되어 있다.
상어가 나타난 시기는 4억 5천만년 전인 후기 오르도비스기까지 거슬러 올라갈 수 있지만 가장 흔히 발견되는 상어 이빨 화석은 6천 6백만년 전 무렵인 신생대의 것이다.

## 유형과 기능
상어는 매우 다양하게 분화된 생물 집단이다. 종별로는 고도로 전문화되어 크기와 모양, 생활 유형이 제각각이며, 이빨 역시 이러한 다양성에 맞게 형태과 기능이 분화되었다.
상어 이빨의 형태는 일반적으로 먹이가 무엇인가에 따라 달라진다. 예를 들어 먹이를 부수어 먹어야 한다면 치밀하고 편평한 이빨이 나 있고, 먹이를 단번에 잡기 위해서는 긴 바늘처럼 뾰족한 이빨이, 먹이를 물어 뜯어야 한다면 윗턱에는 톱니 모양의 삼각형 이빨이 있고 아랫턱에는 먹이를 물기 위한 뾰족한 이빨이 결합되어 있는 모양이 되며, 그저 훝어서 빨아들일 수 있는 먹이를 먹는다면 이빨이 아주 작거나 아예 없는 경우도 있다.

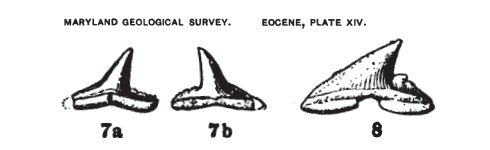
1901년 이스트먼이 그린 상어 이빨

### 치밀하고 편평한 이빨
두개의 껍질을 지닌 조개나 갑각류 같은 먹이를 먹는 상어는 딱딱한 부분을 부수기 위해 치밀하고 편평한 이빨을 쓴다. 이런 종류의 상어로는 너스상어와 전자리상어가 있고 대부분 바다 밑바닥에서 산다.

### 바늘 모양의 이빨
4억년 전 무렵인 데본기에 살던 최초의 상어들은 바늘 모양의 이빨을 지녔었다. 좁고 미끄러운 몸을 가진 중간 크기의 물고기를 사냥하기 알맞다. 오늘날 이런 이빨을 지닌 상어로는 청새리상어와 황소상어가 있다. 이 상어들은 이빨로 오징어, 가자미, 가오리 같은 물고기 뿐만아니라 심지어 귀상어와 같은 작은 상어도 잡아 먹는다.

### 뾰족한 아랫니와 삼각형 윗니

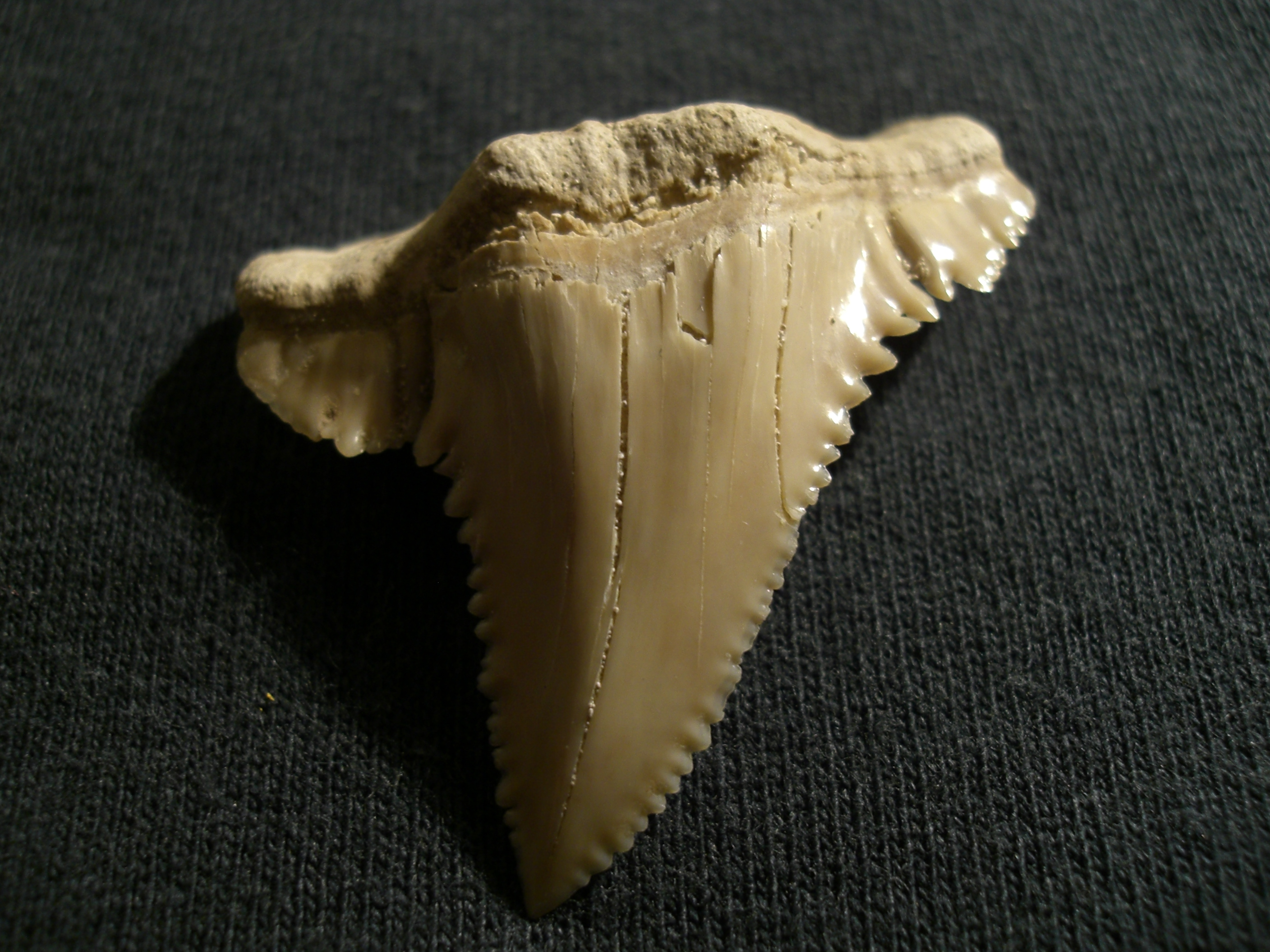
백상아리의 윗니

뾰족한 아랫니와 삼각형 윗니는 덩치가 큰 먹이를 물어 뜯어 내는데 쓸모가 있다. 삼각형의 윗니에는 톱니가 있어서 큰덩어리의 먹이를 더 잘게 자르기 쉽게 한다. 이러한 이빨을 가진 상어 가운데 유명한 것이 백상아리로 바다사자, 돌고래, 다른 상어, 심지어 작은 고래도 잡아 먹는다.

### 기능 없는 치아
돌묵상어나 고래상어 같이 플랑크톤을 먹는 상어들은 이빨을 쓸 이유가 없다. 그 결과 이빨이 점점 작아지는 쪽으로 진화하였다. 이 상어들은 입을 벌려 물과 먹이를 함께 빨아들인 다음 아가미로 물을 내보내며 먹이를 걸러내어 먹는다.

### 과도기 치아
진화 과정에서 과도기에 있는 상어는 공통조상의 특징과 분화된 자손의 특징을 모두 보이기 때문에 이빨 분류가 어렵다. 예를 들어 카르차로클레스 아우리쿨라투스(Carcharocles auriculatus, 3500 만년전~2500 만년전)는 카르차로클레스 앙구스티덴스(Carcharocles angustidens, 3300 만년전 - 2200 만년전)으로 종변화를 겪었는데 이후 메갈로돈과 같은 거대 육식 상어로 이어지는 과도기에 있었기 때문에 두 종을 명확히 구분하는 것은 매우 어렵다.
이빨 화석을 분석하면 마이오세에서 플리오세까지 있었던 대형 청상아리인 코스모폴리토두스에서 백상아리가 진화한 것을 알 수 있다. 코스모폴리토두스 이빨은 보다 평평하고 넓은데 톱니는 뿌리 끝에만 면류관처럼 있을 뿐 끝쪽에는 없다. 백상아리는 보다 날카롭고 톱니가 뿌리에서 끝까지 발달한 이빨을 지니고 있다.

### 메갈로돈의 이빨

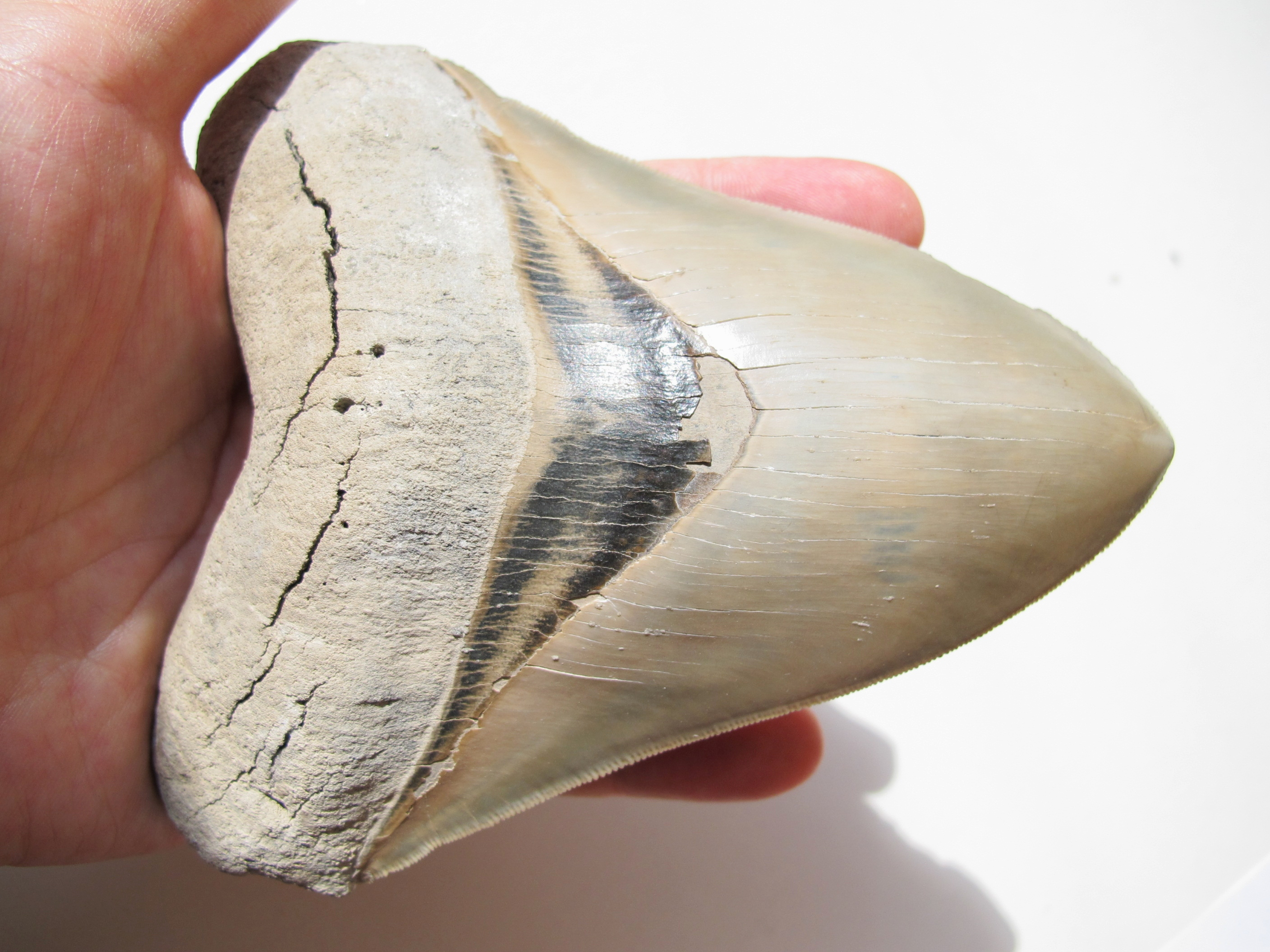
미국 노스캐롤라이나주 오로라에 있는 리 크릭 광산에서 발견된 메갈로돈의 이빨.

메갈로돈의 이빨은 멸종되어 없어진 상어와 오늘날에도 살아 있는 상어를 모두 합쳐도 세계에서 가장 큰 상어 이빨이다. 메갈로돈은 올리고세 후기에서 신제3기 시대인 약 2800 만년 전에서 1500 만년 전까지 살았으며 최대 길이는 60 피트(18.29 미터)에 달했다. 가장 작은 이빨은 1.2 센티미터에 불과하지만, 가장 큰 이빨은 17.7 센티미터를 넘는다. 높이가 가장 큰 치아는 17.7 센티미터 (7.0 in) 을 초과한다. 9~11 센티미터 범위의 작은 이빨이 더 흔하고 12센티미터를 넘는 것은 드물다. 메갈로돈의 이빨을 수집하는 사람들은 비싼 가격에 이빨을 사서 모은다. 드물게 큰 메갈로돈 이빨은 3,000 달러에 팔리기도 한다.

### 매몰
상어 이빨 화석이 아무 암석에서나 나오는 것은 아니다. 모든 화석은 퇴적물과 함께 덮여 퇴적암 속에 묻히게 된다. 상어 이빨 역시 한 때 바다였던 지역의 퇴적암에서 발견되며 지층의 연대로 이빨의 주인인 상어가 살았던 시기를 결정한다. 상어 이빨이 발견되는 대표적인 지층은 백악기 후세와 제3기 사이의 것이다. 상어의 입에서 떨어져 나간 이빨이 화석이 되려면 약 10,000년 정도가 걸린다. 화석화가 진행되면 물질 치환이 일어나기 때문에 상어 이빨 화석은 살아있는 상어의 흰색이 아니라 어두운 색을 띈다. 이빨 위로 퇴적물이 덮이면서 산소와 세균이 이빨을 공격하여 부패시키는 것을 막는다.
상어 이빨 화석 가운데 강바닥이나 사구, 해변과 같은 곳에서 발견된 것은 끊임 없이 풍화를 겪어 닳는다. 주위의 모래나 자갈과 계속 부딪히기 때문이다. 그러나 지층 깊은 곳에 있는 화석은 거의 원래 모양 그대로 발견된다. 하지만 상어 이빨 화석은 단단하지 않기 때문에 세심한 주의를 기울이지 않으면 발굴 과정에서 깨지기 쉽다. 뼈와 이빨이 화석화 되는 과정에서 만들어지는 인산염 층이나 점토가 퇴적하여 변성된 고령석 층에서 주로 발견된다. 플로리다주 중부의 포크 카운티에 있는 본 벨리의 인산염 광산이 유명하다. 이곳에서 발견되는 상어 이빨 화석은 3000 만년전~1000 만년전의 것이다. 뉴칼레도니에서는 어부와 상선이 메갈로돈 이빨을 캐기 위해 해저를 준설하였으나 나중에 금지되었다. 조지아주는 상어 이빨이 매우 자주 발견되자 1976년 상어 이빨을 주의 공식 화석으로 결정했다. 한국에서는 2011년 5월 울진군 앞바다에서 10센티미터가 조금 넘는 메갈로돈 이빨 화석이 발견되었다.

## 이빨의 수

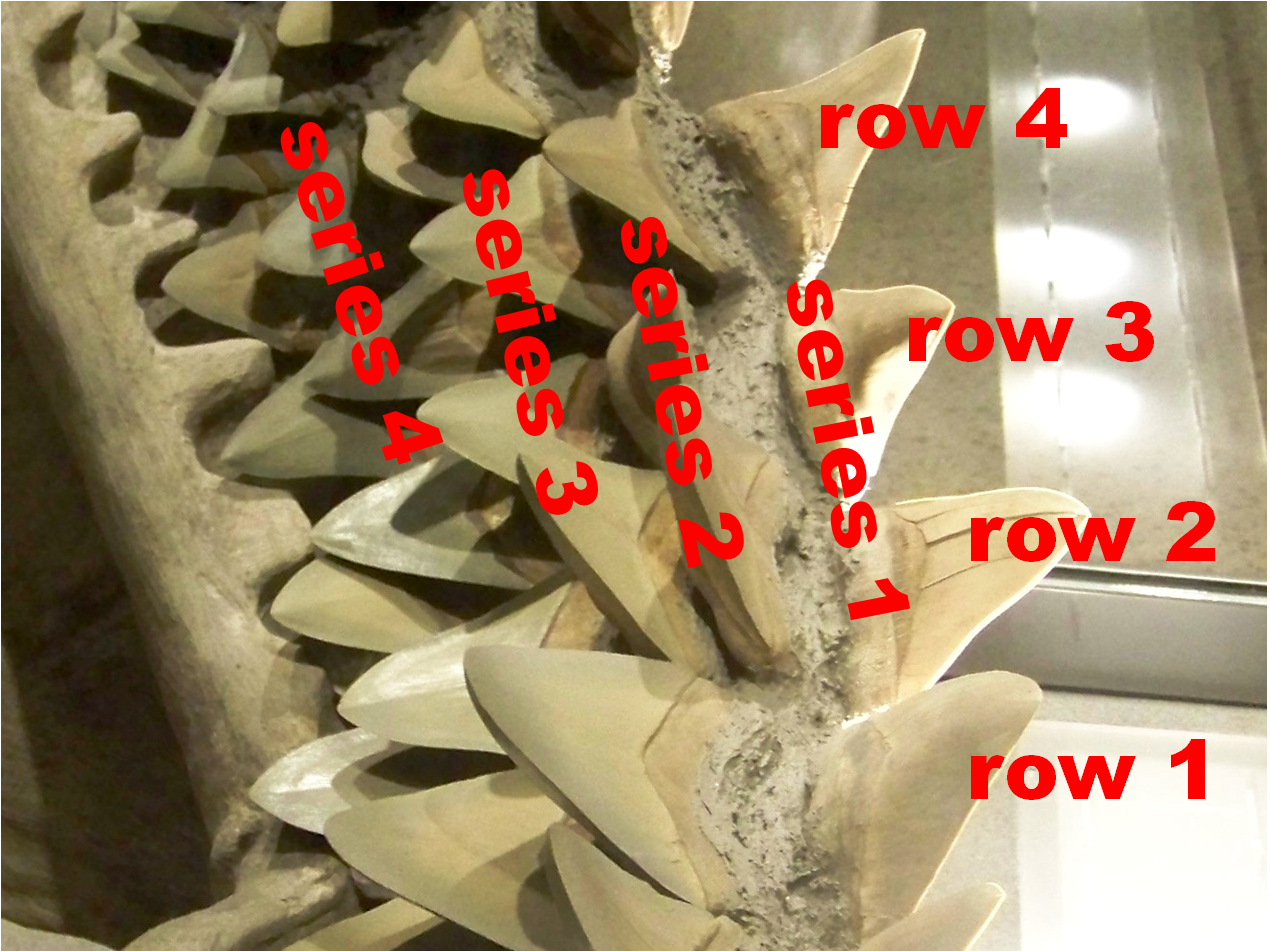
메갈로돈 아래턱. 4줄의 치열과 4개의 치아 순서가 표시되어 있다. 치열 1은 가장 앞쪽 이빨로 가장 크며 실재 사용하는 이빨이다. 시간이 흐르면 치열 1의 이빨들은 떨어져 나가고 치열 2의 이빨이 자라나 사용된다.

분류학에서 상어 이빨은 이렇게 계산된다. 치열은 턱 선을 따라 놓인 이빨들이다. 비슷한 시기에 만들어지므로 크기도 비슷하다. 상어 이빨은 턱에 박혀 있지 않고 별도의 치아판에서 자라기 때문에 떨어져 나가도 계속 새로운 이빨이 생겨난다. 가장 앞쪽 이빨을 기준으로 그 뒤에 줄지어 난 예비 치아들을 묶어 치아 순서를 셀 수 있다. 가장 앞쪽 이빨이 가장 크고 오래된 것이고 제일 뒤쪽 이빨이 갓 만들어진 것이다. 예를 들어, 황소상어의 턱은 7개 치열에 50개의 이빨이 나 있다. 가장 밖의 이빨이 실제 쓰이는 것이지만 그 뒤로도 여러 개의 예비 치아가 순서대로 놓인다. 대부분의 상어는 치열을 5 개 정도 갖는다. 턱의 두 반쪽이 만나는 결합부의 작은 이빨은 양쪽의 주요 치아와는 별도로 계산한다. 상어는 보통 일주일에 한 개 정도의 이빨을 갈지만, 여러 개의 치열과 치아 순서를 갖는 배열 덕분에 하루 만에 이빨을 교체할 수 있다.

## 연구와 식별
대부분의 상어는 이빨의 수와 모양을 통해 종을 식별할 수 있다. 흉상어 같은 상어는 개체마다 고유한 배열을 갖고 있어서 개체를 구별하는 데 사용하기도 한다. 상어 이빨 화석 역시 종의 구별이 가능하며 진화를 연구하는 재료로 쓰인다. 이처럼 상어 이빨은 상어에 대한 다양한 정보를 제공하지만 대부분의 화석은 한 종에서 나온 것이 아니라 다양한 종류의 상어들에게서 떨어져 나와 섞인 것이기 때문에 이를 구별하고 연구하는 일은 매우 복잡한 작업이다.
학자들은 상어의 생활사를 연구하고 서식 분포를 알아내기 위해 분자에 기반한 기술을 사용한다. 예를 들어 오늘날 살아있는 상어에게서 나온 이빨이라면 미토콘드리아 DNA를 추출하여 분석할 수 있다. 상어의 이빨의 법랑질에는 플루오린이 칼슘과 결합한 플루오린화 인산칼슘 구조가 있어 스스로 충치를 예방한다. 과학자들은 이를 연구하기 위해 상어 이빨 표면에서 시료를 채취한다.

## 발견의 역사

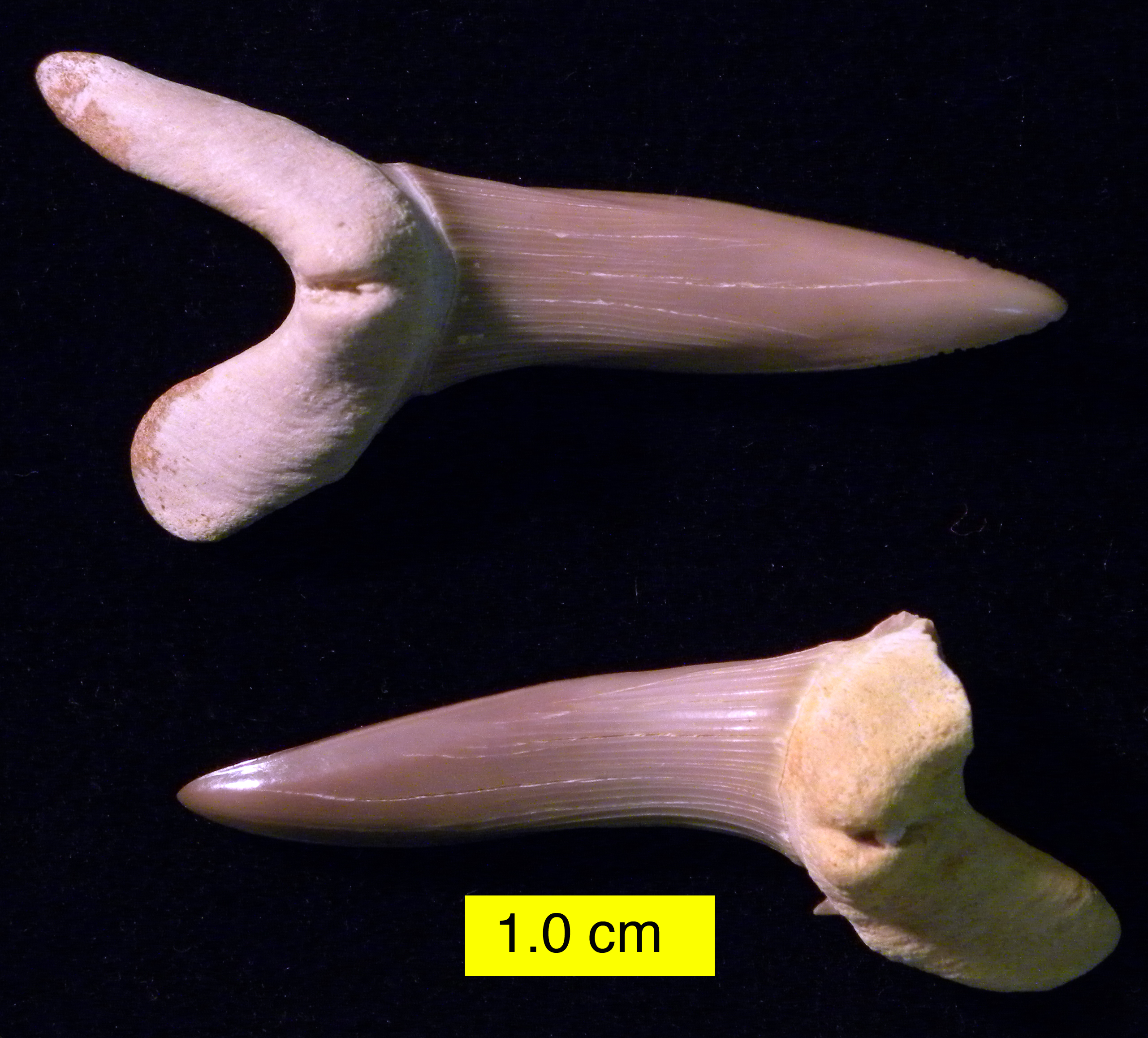
팔레스타인 남부에서 발견된 스카파노르힌추스 텍사누스의 이빨 화석.

상어 이빨 화석에 대한 가장 오래된 기록은 월식이 일어나는 동안 하늘에서 삼각형의 물체가 떨어졌다고 믿었던 대 플리니우스의 것이다.
르네상스 시대에는 암석층에 묻혀있는 삼각형 모양의 커다란 상어 이빨 화석을 용이나 뱀의 혀가 돌로 굳어진 것이라 믿어 글로소페트래(Glossopetrae, 설석)이라 불렀고 독을 해독하는 치료제로 여겼다. 이러한 믿음이 오래 지속되어 뱀에게 물린 상처에 사용되었고, 왕족과 귀족들은 설석을 펜던트로 착용하거나 주머니에 행운의 부적으로 넣고 다녔다. 설석의 효과는 미신이었지만 이를 찾는 수요는 고생물학의 발전에 영향을 주었다.
1611년 이탈리아의 자연철학자 파비오 콜로나는 설석이 사실은 고대 상어의 이빨이라고 주장하였고, 1667년 덴마크의 자연철학자 니콜라스 스테노기 《세계 상세》에서 현생 상어 이빨과 고대 상어 이빨 화석을 비교하여 재구성한 유명한 그림을 만들어 이전에 설석으로 불렸던 것이 상어 메갈로돈의 이빨이라는 것을 나타냈다.

## 상어 이빨로 만든 도구
오세아니아와 아메리카에서 상어 이빨은 도구, 특히 곤봉이나 단검과 같은 무기나 나무를 조각하는 칼날, 그리고 음식을 준비하는 도구로 사용되었다. 하와이 원주민은 레이오마노라 불린 상어 이빨을 두른 무기를 사용하였고 이런 무기 가운데 일부는 알리이라 불리던 귀족들만 사용할 수 있었다. 브라질 해안의 와이타카 부족은 상어 이빨로 화살촉을 만들었다. 미시시피강 상류인 카호키아 유적도 상어 이빨을 사용하였거나 각암으로 상어 이빨을 흉내낸 무기가 1000킬로미터에 걸쳐 출토되었다. 이스터섬의 롱고롱고 석판을 새긴 도구도 상어 이빨을 사용한 것이라고 한다.

## 같이 보기
- 판새류
- 물고기 턱

## 참고 문헌
- Campbell, Sid (2006). 〈Shark-Tooth Weapons〉. 《Warrior Arts and Weapons of Ancient Hawaii》. Berkeley, Calif: Blue Snake Books. ISBN 1-58394-160-6. OCLC 65400291.
- Castro, Jose (1983). 《The Sharks of North American Waters》. College Station: Texas A&M University Press. ISBN 0-89096-143-3.
- Stevens, John D. (1987). 《Sharks》. New York: NY Facts on File Publications. ISBN 0-8160-1800-6.